# Chariklo (Gattin des Eueres)
Chariklo (altgriechisch Χαρικλώ Chariklṓ) ist eine Nymphe der griechischen Mythologie. Sie ist  die Gattin des Hirten Eueres und von diesem Mutter des Teiresias.
Als Teiresias Athene beim Bad erblickt, bestraft diese ihn mit Blindheit. Chariklo bittet ihre Freundin Athene darum, dies rückgängig zu machen, doch es war unmöglich. Da Chariklo ihr aber wichtig ist, reinigt Athene Teiresias stattdessen die Ohren, sodass er die Vögel verstehen kann und gibt ihm einen Stab, um sich darauf zu stützen.